# Chicano rap
Il chicano rap è un sottogenere del rap che comprende aspetti della cultura West Coast e Southwest Chicano e tipicamente è rappresentato da rapper statunitensi di origini messicane.
Il primo rapper chicano riconosciuto fu Kid Frost, il quale album Hispanic Causing Panic del 1990 includeva il successo "La Raza", con il quale molti artisti chicani ottennero molta attenzione.
L'artista cubano-americano Mellow Man Ace fu il primo latino ad avere successo con un singolo bilingue, nel 1989. Benché Mellow Man usava spesso parole di gergo chicano dovute alla sua educazione nella East Los Angeles, Kid Frost ottenne il titolo di primo rapper chicano dato che Mellow Man non era di origine messicana.